# Mauricio Soler
Juan Mauricio Soler Hernández (Ramiriquí, departamento de Boyacá, 14 de enero de 1983) es un exciclista profesional colombiano.
Perteneció al equipo Barloworld entre 2007 y 2009. En 2010 ficha por el Caisse d'Epargne, que en 2011 pasó a denominarse Movistar Team. Un accidente que sufrió en 2011 en la Vuelta a Suiza forzó su retiro del ciclismo profesional.

## Biografía
Soler empezó a correr con 17 años dirigido inicialmente por Plino Casas su primer entrenador, luego pasó a manos del entrenador Marco Tulio Ruiz en el equipo salsumba en el primer año de juvenil, luego en el segundo año de juvenil pasa a manos del entrenado Serafin Bernal en el equipo chocolate sol donde consiguió el primer lugar de la vuelta al porvenir superando su actuación del año anterior en la cual fue tercero con su equipo salsumba dirigió por Marco Tulio Ruiz, años después tras conseguir ganar una carrera en su ciudad Ramiriquí pensó convertirse en ciclista profesional. Antes de convertirse en profesional, Soler pasó un año corriendo en su país natal Colombia, y al poco tiempo se unió al equipo Acqua & Sapone que estaba dirigido por Claudio Corti. Al año siguiente (2007) se fue al Barloworld con el mismo Corti.En Colombia participó en el equipo Chocolate Sol que representaba al Departamento de Boyacá y luego fue contratado por el equipo Orbitel, dirigido por Raúl Mesa.
Compitió en el Tour de Francia por primera vez en 2007, y consiguió una victoria en la 9.ª etapa al atacar en el Col del Galibier. Además, ganó en ese mismo Tour de Francia el Premio de la montaña y terminó 11.º en la general final con tan solo 24 años de edad. Soler declaró que la victoria de etapa fue como una "victoria llegada del cielo". Es la victoria más importante de mi vida, y en mi primer Tour de Francia. No creí que fuese a llegar tan pronto".
Un mes después, Soler continuaría su racha ganadora terminando en la primera posición general de la Vuelta a Burgos, con una victoria de etapa y sobre el corredor español Alejandro Valverde, favorito para el triunfo junto al colombiano, por tan solo dos segundos. Soler demostró una mejoría notable en las pruebas de contrarreloj al terminar 4.º en la penúltima etapa de este tipo donde se decidía el virtual campeón de la Vuelta al día siguiente. En el previo Tour de Francia, había comentado que sólo necesitaba mejorar en aquel aspecto para lograr su sueño de ganar la mayor competencia del ciclismo.
En 2011, hizo parte del Movistar Team que disputó la Vuelta a Suiza. El 12 de junio se adjudicó la segunda etapa entre Airolo to Crans y Montana de 149 km en llegada en alto, con una ventaja de 12 segundos sobre Damiano Cunego y Fränk Schleck enfundándose así el maillot de líder parcial de la vuelta.

### Accidente
El 16 de junio de 2011, durante la sexta etapa de la Vuelta a Suiza sufrió una grave caída que le provocó un "traumatismo craneoencefálico serio", además de sufrir múltiples fracturas y hematomas. En horas posteriores al accidente fue inducido a estado de coma artificial.
Luego de tres semanas de estar internado en Suiza, y gracias a la lenta mejoría que experimentó, el 9 de julio pudo ser trasladado a España, a la Clínica Universitaria de Navarra para continuar con su recuperación.
De allí, fue dado de alta el 14 de octubre y siguió rehabilitándose en su casa. El 20 de diciembre lo recibieron en Colombia como ídolo sus seguidores y su familia. En la Clínica Universidad de la Sabana de Chía (Cundinamarca), trabajó en su recuperación.
Soler regresó a España el 10 de abril de 2012 para seguir su tratamiento médico en la Clínica de Navarra, a la que asiste gracias a una póliza de seguro. El propósito del viaje era establecer si podría volver a competir, pero el diagnóstico de su neurólogo y del cuerpo médico fue contundente: Mauricio está muy bien después del grave accidente que sufrió, pero el esfuerzo de volver al ciclismo de alto nivel le generaría una presión cerebral que sería fatal. Eso, sin contar con la posibilidad de otra caída. El 20 de julio de 2012, anunció su retiro definitivo.
Hoy en día sigue en tratamiento y ha tenido un gran avance ya que puede montar en su bicicleta y también trotar (con mucha precaución y a un ritmo controlado).
Actualmente, Mauricio vive en Ramiriquí. En su honor, se encuentra un monumento construido con herramientas agrícolas en el parque central del municipio, que lo conmemora por sus logros como corredor.

## Palmarés
2001
- Vuelta del Porvenir de Colombia

2003
- 1 etapa de la Vuelta de la Juventud de Colombia

2004
- Vuelta de la Juventud de Colombia, más 1 etapa

2005
- 1 etapa de la Vuelta a Colombia

2006
- Circuito de Lorena, más 1 etapa

2007
- Clasificación de la montaña del Tour de Francia , más 1 etapa
- Vuelta a Burgos, más 1 etapa

2011
- 1 etapa de la Vuelta a Suiza

## Resultados en Grandes Vueltas y Campeonatos del Mundo
| Carrera         | Carrera         | 2006 | 2007 | 2008 | 2009 | 2010 | 2011 |
| --------------- | --------------- | ---- | ---- | ---- | ---- | ---- | ---- |
|                 | Giro de Italia  | —    | —    | Ab.  | Ab.  | —    | —    |
|                 | Tour de Francia | —    | 11.º | Ab.  | —    | —    | —    |
|                 | Vuelta a España | —    | —    | —    | —    | —    | —    |
| Mundial en Ruta | Mundial en Ruta | Ab.  | —    | Ab.  | —    | —    | —    |

—: no participa

Ab.: abandono

## Equipos
- Acqua & Sapone-Caffè Mokambo (2006)
- Barloworld (2007-2009)
  - Barloworld (2007-2008)
  - Barloworld-Bianchi (2009)
- Caisse d'Epargne/Movistar (2010-2011)
  - Caisse d'Epargne (2010)
  - Movistar Team (2011)